# Église Saint-Martin de Blosseville
Pour les articles homonymes, voir Église Saint-Martin.
L'église Saint-Martin appelée aussi localement église Saint-Lézin est une église catholique située à Blosseville, en France.

## Localisation
L'église est située à Blosseville, commune du département français de la Seine-Maritime.

## Historique
L'édifice est initialement dédié à saint Lézin.
Le clocher est daté du XIIe siècle au moins pour sa base en tuf.  
Les nefs, le chevet et une chapelle datent du XVIe siècle, en grès. 
L'édifice est inscrit au titre des monuments historiques par arrêté du 11 juin 1986.
L'association pour la sauvegarde de l'art français a accordé des subventions en 1986 puis en 1988.
Une nouvelle restauration est entreprise à compter de 2019, mais est suspendue par le Covid 19 puis par un effondrement de la voûte du chœur : la partie charpente et la maçonnerie extérieure sont enfin restaurées en 2023-2024 et les vitraux doivent être reposés courant décembre 2024 [5].

## Description
L'édifice est construit en grès et tuf. Le mur du cimetière est en grès.
L'église possède trois travées et une chapelle sur sa façade nord.
L'église contient des vitraux du milieu du XVIe siècle, l'un représentant le Christ en croix, réalisé à Rouen, et un autre la vie de saint Lézin. Une statue polychrome de la fin du XVe siècle ou du début du XVIe siècle y est conservée. En outre, des fonts baptismaux du début du XVIe siècle de style Renaissance y sont conservés. Une représentation du Christ souffrant est également présente.